# Chôji Akimichi
 (mai 2024).
Chôji Akimichi (秋道チョウジ, Akimichi Chōji) est un personnage du manga Naruto. C'est le 16e chef du clan Akimichi.

## Profil

### Histoire

Symbole du clan Akimichi

#### Enfance a l'academie
À l'académie ninja, Chôji est sans cesse rejeté par ses camarades dans les jeux d’équipe, car il est trop lent à cause de son poids ; seul Shikamaru prend sa défense. Chôji en parle avec son père, Chôza, se plaignant que ses camarades n'arrêtent pas de dire que les Akimichi sont gros et lents ; ce dernier lui répond qu'il est plus gentil que tous les autres enfants, et donc se fera des amis très proches. Peu après, Chôji sympathise avec Shikamaru, et ils deviennent inséparables.
À la sortie de l’académie, Chôji a pour sensei Asuma Sarutobi, et est mis dans l’équipe 10 avec Ino, et Shikamaru, leurs trois familles étant liées depuis plusieurs générations (le trio Ino / Shika / Chō est un trio gagnant dans le jeu de cartes populaire japonais hanafuda). Chôji a constamment un paquet de chips ou de gâteaux sous la main, et un cœur aussi grand que son appétit, mais est très souvent sous-estimé par ses camarades, excepté Shikamaru, et son comportement durant la seconde épreuve de l’examen Chūnin laisse à penser qu’il est un ninja trouillard, faible et peu valeureux. Lors de la fuite de Sasuke, il a cependant l’occasion de montrer son courage et sa véritable force lors d’un combat contre Jirôbô, qu’il vainc grâce aux pilules spéciales du clan Akimichi, bien qu’il y laisse presque la vie (il est sauvé grâce aux soins spéciaux de Tsunade).

#### Seconde partie
Dans la 2e partie, Chôji a grandi et est devenu chūnin ; il porte l'armure typique des Akimichi et s'avère beaucoup plus fort et courageux qu'avant, notamment lors du combat de l’équipe 10 accompagnée de Kakashi face à Hidan et Kakuzu. Malgré sa force et son courage, il manque toujours de confiance en lui.
Lors de l’attaque de Konoha par Pain, il aide Kakashi, en compagnie de son père et d'autres ninjas de Konoha. Ils parviennent à mettre Shuradô hors de combat, mais sont ensuite attaqués par Tendô, dont les capacités d’attraction et de répulsion font échouer leur stratégie, Chôza se retrouvant laissé pour mort. Dans l’incapacité de bouger, Kakashi envoie Chôji prévenir Tsunade des capacités de Tendô, et sauve ce dernier d’une attaque en se sacrifiant. Arrivé près de Tsunade, Chôji est soulagé d’apprendre que son père est encore en vie.
Lors de la 4e grande guerre ninja, Chôji est placé dans la 4e division (combattants à longue distance) avec notamment Temari et Shikamaru, qui est à la tête de la division pour seconder Gaara qui en est le général, mais également le commandant général de l'armée. Chôji aide Darui avec le reste de l’équipe 10 à sceller Ginkaku, puis doit combattre Asuma invoqué par Kabuto. Ne pouvant se résoudre à frapper son ancien sensei au début, il finit par prendre courage et montrer qu’il maîtrise les ailes de chakra sans avoir besoin de prendre les pilules du clan ; ils parviennent à immobiliser Asuma pour qu’il soit scellé. Ensuite, il affronte la « Statue du Démon des Enfers » avec son père Chôza, puis participe avec tous les membres restants de l'Alliance au combat contre Jûbi. Avec Shikamaru, Ino, Saï, Lee, Tenten, Kiba, Shino et Hinata, il manipule un des neuf « Orbes tourbillonnants » situés dans les queues de Kyûbi, protégés par le Susanô de Sasuke, afin de frapper Obito, devenu le jinchūriki de Jûbi.
Lorsque Madara déclenche les « Arcanes lunaires Infinis », il est pris dans le genjutsu et enfermé dans un cocon de l'arbre sacré, où il vit une illusion avec une jeune fille amoureuse de lui qui dit l'aimer pour son physique. Lorsque Naruto et Sasuke arrêtent la technique, après leur dernier combat, il apparaît aux côtés de l’équipe 10 et de ses camarades à l'enterrement de Neji.

#### The Lastet épilogue
Quelque temps après la fin de la guerre, Chôji est vu avec ses camarades, Shikamaru et Ino. Plus tard, il combat les astéroïdes issus de la Lune, qui s’abattent sur Konoha ; après la bataille, il assiste au mariage entre Naruto et Hinata.
Quinze ans après la fin de la quatrième grande guerre, il a épousé Karui, et ils ont une fille, Chôchô.

### Personnalité
Chôji est un ninja du village caché de Konoha. Il fait partie de l'équipe 10 avec Shikamaru et Ino avec Asuma.
À l'académie ninja, les autres enfants le rejetaient à cause de son poids. Seul Shikamaru prenait sa défense, puis ils deviennent amis et inséparables. Il faisait aussi partie des cancres de la classe avec notamment Naruto, Kiba et Shikamaru et ils n'attachaient aucune importance à la définition complète de la feuille représentant leur village.
Doté d'un fort caractère gourmand, gentil et protecteur, celui-ci peut rapidement s'énerver lorsqu'on provoque mal intentionnellement ses camarades ou qu'on le surnomme par son trait physique ; son nindō est de ne jamais abandonner de nourriture, et le fait de se remplir la panse, lui permet de renforcer ses capacités. Son plus gros défaut est son manque de confiance en lui, mais va le corriger plus tard lors de la 4e grande guerre ninja, pendant son combat contre Asuma. D'abord réticent d'affronter son ancien maître, il reprend courage et réussit à le terrasser, permettant à ses alliés de le sceller. Puis affronte la Statue du Démon des Enfers avec son père.
D'abord présenté comme un loser patenté, Chôji évolue jusqu'à être présenté comme l'un des plus puissants de sa promotion. Il possède un sens très fin de l'analyse, qu'il démontre à plusieurs reprises, que ce soit pour récupérer de la nourriture, ou pour le combat.

### Capacités

Les 3 pilules du clan Akimichi

Les membres du clan Akimichi, dont Chôji est issu, sont connus pour leur capacité à contrôler leur poids grâce au chakra et décupler leur taille et leurs muscle, ainsi que pour leur capacité à se rouler comme une boule pour attaquer.
Chôji dispose également de trois pilules : une verte aux épinards, une jaune au curry et une rouge aux piments. Ces pilules, secret du clan Akimichi, permettent de convertir rapidement la masse graisseuse en chakra pour décupler les forces de celui qui les consomme. La rouge, qui multiplie la force par cent et donne des ailes de chakra, cause une mort rapide sans soins particuliers, et est donc interdite, sauf en cas de force majeure.
Lors de la seconde partie, Chôji s’est amélioré dans les techniques de contrôle des calories du clan Akimichi, parvenant à développer les ailes de chakra sans pilule.

## Apparition dans les autres médias
Achimichi Gordi, un personnage de Raruto, une bande dessinée en ligne est un parodie de Chôji.

## Techniques
- Technique de décuplement (倍化の術, Baika no jutsu?)[3]
Technique propre au clan Akimichi. Chôji décuple son poids en puisant dans ses calories.
- Décuplement partiel (部分倍化の術, Bubun baika no jutsu?)
Chôji agrandit ses membres pour soit attraper les ennemis, ou frapper en faisant plus de dégâts.
- Décuplement Supra (超倍化の術, Chō baika no jutsu?)
Chôji puise dans ses calories pour se décupler quatre fois plus pour complètement écraser l'ennemi. Sa taille est extrêmement gigantesque.
- Le boulet humain (肉弾戦車, Nikudan sensha?)[3]
Chôji décuple son poids ensuite roule et s'élance sur l'adversaire pour l'écraser ou l'aplatir.
Chôji peut également tourner sur lui-même comme une vrille pour écraser la terre afin d'y plonger.
- Le Papillon écrasant (蝶弾爆撃, Chōdan bakugeki?)
Grâce aux pilules au piment spéciale des Akimichi, les réserves de chakra de Chôji sont centuplées. Il concentre alors toute cette réserve dans son poing et écrase l'opposant d'un coup. Les chances de survie à cette attaque sont infinitésimales.
- La grande claque (超張り手, Chō harite?)
Cette technique utilisée par Chôji est un complément de la Technique supra de décuplement. Profitant de sa taille décuplée, Chôji concentre le chakra avec des marques du clan Akimichi dans la paume de ses gigantesques mains, et peut provoquer des dégâts considérables une fois qu'il frappe son adversaire ou le sol. C'est une technique utile à la fois pour l'attaque et la diversion.
- Le boulet humain hérissé (肉弾針戦車, Nikudan hari sensha?)
Cette technique est similaire au « Boulet humain », avec l’ajout de cordes émaillées de kunaï autour du corps ; lorsque l’utilisateur se décuple, les cordes se tendent et les kunaï se hérissent.
Dans la deuxième partie du manga, les kunaï sont remplacés par les cheveux hérissés et durcis de Chôji. La rotation devient plus rapide et dévaste une plus grande zone[4].
- Le yo-yo humain (肉弾ヨーヨー, Nikudan yo-yo?)[5]
Chôji multiplie sa taille et effectue le Boulet humain, faisant office de yo-yo géant contrôlé par la technique de la poigne des ombres de Shikamaru, pour frapper précisément des adversaires.

### Anime &Films
- Le boulet humain géant (超・肉弾戦車, Chō • Nikudan sensha?)
Dans le film Naruto Shippuden : La Flamme de la volonté, Choji décuple sa taille de facon impressionnante et fonce vers l'adversaire avec le "Boulet humain".

### Databooks
- (ja) Masashi Kishimoto, NARUTO - Hiden Tō no Sho (NARUTO―ナルト―［秘伝・闘の書］?) : Characters Official Data Book (キャラクターオフィシャルデータBOOK?), Tōkyō, Shūeisha, coll. « Jump Comics (ジャンプコミックス, Janpu Comikkusu?) / Naruto »,‎ 4 avril 2005, 320 p., shinsho (新書?) / Tankōbon / 175x115mm (ISBN 4-08-873734-2 et 978-4-08-873734-8, présentation en ligne)
- (ja) Masashi Kishimoto, NARUTO - Hiden Sha no Sho (NARUTO―ナルト―［秘伝・者の書］?) : Characters Official Data Book (キャラクターオフィシャルデータBOOK?), Tōkyō, Shūeisha, coll. « Jump Comics (ジャンプコミックス, Janpu Comikkusu?) / Naruto »,‎ 4 septembre 2008, 360 p., shinsho (新書?) / Tankōbon / 175x115mm (ISBN 978-4-08-874247-2, présentation en ligne)

### Tomes
- Masashi Kishimoto (trad. Sylvain Chollet), Naruto tome 1 : Naruto Uzumaki !!, Kana, coll. « Shonen Kana / Naruto », 9 mars 2002, 192 p., Tankōbon / 115x175mm (ISBN 2-87129-414-3 et 978-2-87129-414-6, présentation en ligne)
- Masashi Kishimoto (trad. Sylvain Chollet), Naruto tome 6 : La détermination de Sakura !!, Kana, coll. « Shonen Kana / Naruto », 1er mars 2003, 192 p., Tankōbon / 115x175mm (ISBN 2-87129-511-5 et 978-2-87129-511-2, présentation en ligne)
- Masashi Kishimoto (trad. Sylvain Chollet), Naruto tome 9 : Neji et Hinata, Kana, coll. « Shonen Kana / Naruto », 10 janvier 2004, 192 p., Tankōbon / 115x175mm (ISBN 2-87129-599-9 et 978-2-87129-599-0, présentation en ligne)
- Masashi Kishimoto (trad. Sébastien Bigini), Naruto tome 12 : L’oiseau s’est envolé… !!, Kana, coll. « Shonen Kana / Naruto », 3 juillet 2004, 192 p., Tankōbon / 115x175mm (ISBN 2-87129-635-9 et 978-2-87129-635-5, présentation en ligne)
- Masashi Kishimoto (trad. Sébastien Bigini), Naruto tome 13 : La fin de l’examen… !!, Kana, coll. « Shonen Kana / Naruto », 25 septembre 2004, 192 p., Tankōbon / 115x175mm (ISBN 2-87129-646-4 et 978-2-87129-646-1, présentation en ligne)
- Masashi Kishimoto (trad. Sébastien Bigini), Naruto tome 16 : La bataille de Konoha, dernier acte !!, Kana, coll. « Shonen Kana / Naruto », 4 mars 2005, 192 p., Tankōbon / 115x175mm (ISBN 2-87129-723-1 et 978-2-87129-723-9, présentation en ligne)
- Masashi Kishimoto (trad. Sébastien Bigini), Naruto tome 32 : Sur les traces de Sasuke !!, Kana, coll. « Shonen Kana / Naruto », 19 octobre 2007, 192 p., Tankōbon / 115x175mm (ISBN 978-2-5050-0192-8, présentation en ligne)
- Masashi Kishimoto (trad. Sébastien Bigini), Naruto tome 33 : Mission top secret… !!, Kana, coll. « Shonen Kana / Naruto », 7 décembre 2007, 192 p., Tankōbon / 115x175mm (ISBN 978-2-5050-0242-0, présentation en ligne)
- Masashi Kishimoto (trad. Sébastien Bigini), Naruto tome 36 : L’unité 10, Kana, coll. « Shonen Kana / Naruto », 6 juin 2008, 192 p., Tankōbon / 115x175mm (ISBN 978-2-5050-0323-6, présentation en ligne)
- Masashi Kishimoto (trad. Sébastien Bigini), Naruto tome 37 : Le combat de Shikamaru !!, Kana, coll. « Shonen Kana / Naruto », 4 juillet 2008, 192 p., Tankōbon / 115x175mm (ISBN 978-2-5050-0378-6, présentation en ligne)
- Masashi Kishimoto (trad. Sébastien Bigini), Naruto tome 38 : Le fruit de l’entraînement… !!, Kana, coll. « Shonen Kana / Naruto », 19 septembre 2008, 192 p., Tankōbon / 115x175mm (ISBN 978-2-5050-0432-5, présentation en ligne)
- Masashi Kishimoto (trad. Sébastien Bigini), Naruto tome 45 : Konoha, théâtre de guerre !!, Kana, coll. « Shonen Kana / Naruto », 4 décembre 2009, 192 p., Tankōbon / 115x175mm (ISBN 978-2-5050-0754-8, présentation en ligne)
- Masashi Kishimoto (trad. Sébastien Bigini), Naruto tome 46 : Le retour de Naruto !!, Kana, coll. « Shonen Kana / Naruto », 15 janvier 2010, 192 p., Tankōbon / 115x175mm (ISBN 978-2-5050-0788-3, présentation en ligne)
- Masashi Kishimoto (trad. Frédéric Malet), Naruto tome 55 : Le Début de la Grande Guerre !, Kana, coll. « Shonen Kana / Naruto », 6 juillet 2012, 208 p., Tankōbon / 115x175mm (ISBN 978-2-5050-1428-7, présentation en ligne)
- Masashi Kishimoto (trad. Frédéric Malet), Naruto tome 56 : L’Équipe Asuma de nouveau réunie !, Kana, coll. « Shonen Kana / Naruto », 7 septembre 2012, 192 p., Tankōbon / 115x175mm (ISBN 978-2-5050-1486-7, présentation en ligne)
- Masashi Kishimoto (trad. Frédéric Malet), Naruto tome 57 : Naruto part en guerre… !!, Kana, coll. « Shonen Kana / Naruto », 2 novembre 2012, 192 p., Tankōbon / 115x175mm (ISBN 978-2-5050-1552-9, présentation en ligne)
- Masashi Kishimoto (trad. Sébastien Bigini), Naruto tome 64 : Jûbi, Kana, coll. « Shonen Kana / Naruto », 5 septembre 2014, 192 p., Tankōbon / 115x175mm (ISBN 978-2-5050-6084-0, présentation en ligne)